# El Perer
El Perer es una masía del término municipal de Moyá, en la comarca del Moyanés.
Está situada al noroeste del término de Moià, cerca del límite con Santa María de Oló. Se encuentra a poniente de la Rovira y al noroeste de Sant Feliu de Rodors. Está al nordeste del Serrat de Coromina, en una carena a la izquierda del Río Seco. Pertenece a la antigua parroquia de Rodors formada por masías, entre los cuales se destacan Mas Vilalta, el Mas del Soler de Terrades, el Molino del Perer, la Rovira, Casamitjana y Codinacs.